# Audrey Diwanová
Audrey Diwanová (* 1980) je francouzská novinářka, spisovatelka, scenáristka a filmová režisérka.
Jejím nejznámějším dílem je film L'Événement podle autobiografické knihy Annie Ernauxové, který měl premiéru v září 2021 na 78. ročníku mezinárodního filmového festivalu v Benátkách, kde získal hlavní cenu Zlatého lva.
V češtině vyšla kniha Jak se stát Pařížankou (Jota, 2014), které je spoluautorkou.